# Cyrtinus beckeri
Cyrtinus beckeri es una especie de escarabajo longicornio del género Cyrtinus, tribu Cyrtinini, orden Coleoptera. Fue descrita científicamente por Howden en 1960.

## Descripción
Mide 2,3-3,5 milímetros de longitud.

## Distribución
Se distribuye por Estados Unidos y México.